# 長谷井宏紀
長谷井 宏紀（はせい こうき、1975年 - ）は、日本の映画監督、脚本家、写真家。岡山県岡山市出身。ADONIS Aのサポートを受けている。

## 来歴
高校卒業後に上京、ストリートでギターを弾き、仲間やルンペンの人とともに路上で寝たり、知り合いの部屋に寝泊まりしたり、下北沢でベトナムから仕入れた指輪の露天商をしていた。
その後、知人のつてで東京大学駒場寮に住む。「食べ物がなくなると皆で中野ブロードウェイに車で行って、搬入口で待ち伏せして人がいなくなるのを見計らい、胚芽米20kgとかコーンフレーク20箱とかを車に詰め込んで持ち帰ったりもした」という。
駒場寮立ち退き騒動の現場でビデオを撮影した経験を契機に、一緒に住んでいた舞踏家や写真家らとギャラリー「OBSCURE GALLERY」を設立。段ボールハウスやホロコーストなどの企画展を行った。
セルゲイ・ボドロフ監督『モンゴル』(ドイツ・カザフスタン・ロシア・モンゴル合作・米アカデミー賞外国語映画賞ノミネート作品)では映画スチール写真を担当。
活動の拠点を旧ユーゴスラビア、セルビアに移し、ヨーロッパとフィリピンを中心に活動。
2009年、フィリピンのストリートチルドレンとの出会いから生まれた短編映画『GODOG』では、エミール・クストリッツァ監督が主催するセルビアKustendorf International Film and Music Festival にてグランプリ(金の卵賞)を受賞。
フランス映画『Alice su pays s‘e’merveille』ではエミール・クストリッツア監督と共演。
2012年、短編映画『LUHA SA DESYERTO(砂漠の涙)』(伊・独合作)をオールフィリピンロケにて完成。
2015年、『ブランカとギター弾き』で長編監督デビュー。
現在は東京を拠点に活動中。

## 主な作品

### 映画

#### 出演
- 『Alice au pays s'e'merveille』(フランス映画)

#### 監督
- 短編映画『GODOG』
- 短編映画『W/O』(2000年）
- 短編映画『LUHA SA DESYERTO(砂漠の涙)』(2012年、イタリア・ドイツ合作)
- 『ブランカとギター弾き』 (2015年、イタリア映画)

### ミュージックビデオ
- NGT48「世界の人へ」(2018年10月3日発売

### 書籍
- The Long Goodbye: NHK土曜ドラマ「ロング・グッドバイ」ビジュアルブック(2014年4月24日発売、早川書房 ISBN 978-4152094513)

## 受賞歴
- 短編映画『GODOG』
  - セルビアKustendorf International Film and Music Festival にてグランプリ(金の卵賞)

- 『ブランカとギター弾き』
  - 第72回ヴェネツィア国際映画祭 マジックランタン賞、ソッリーゾ・ディベルソ賞 受賞
  - フリプール国際映画祭2016 観客賞
  - カルカッタ国際映画祭2015 NETPAC賞
  - サンタンデール国際映画祭2016 グランプリ
  - シネジュヌ国際映画祭2016 グランプリ、特別賞
  - テルアビブ国際チルドレン映画祭2016 モーゼ賞、最高賞
  - オリンピア国際映画祭チルドレンとヤングピープル2016 ヒューマン・ヴァリュー賞
  - リムースキ国際ユース映画祭2016 ベストチルドレン映画賞、グランプリ
  - シネキッド映画祭2016 グランプリ
  - キノオデッサ映画祭2016 グランプリ
  - プロヴィデンス映画祭2017 グランプリ
  - キキーフ映画祭2017 グランプリ